# Алдема, Гиль
Гиль Алдема (ивр. גיל אלדמע‎;
17 сентября 1928, Шхунат-Борохов, Британский мандат в Палестине — 28 сентября 2014, Тель-Авив) — израильский композитор, аранжировщик и музыкальный педагог, ведущий музыкальных радиопередач и организатор фестивалей ивритской песни. Лауреат Премии Израиля (2004) в области ивритской песни.

## Биография
Гиль Алдема родился в 1928 году в Шхунат-Борохов (ныне город Гиватаим) в подмандатной Палестине в семье Захавы и Авраама Алдемы (Айзенштайна). Отец Гиля был преподавателем музыки в гимназии «Герцлия» с момента её основания и организатором первого в Тель-Авиве Пуримского шествия в 1912 году. Дом семейства Алдема в Шхунат-Борохов был центром культурной жизни, а его двор служил в летние месяцы открытой театральной площадкой на 900 зрительских мест. Среди выступавших там театральных трупп были «Габима», «Охель» и «Ха-Мататэ» — ведущие еврейские театры подмандатной Палестины.
В 11 лет Гиль Алдема вступил в молодёжное движение «Ха-ноар ха-овед». По окончании учёбы в гимназии «Герцлия» он с группой других членов движения был направлен «Пальмахом» развивать земли вокруг кибуца Дафна в Галилее. Во время Войны за независимость Израиля Гиль вёл с Даной Коган трансляции радиостанции «Коль ха-Галиль» из кибуца Айелет ха-Шахар; эти передачи Гиль открывал исполнением на аккордеоне гимна «Пальмаха» и закрывал исполнением «Гимна еврейских партизан». Он также участвовал в боевых действиях в Галилее и в захвате Лидды и Рамлы в составе бригады «Ифтах». В 1949 году Алдема, направленный в качестве связного в крепость Бельвуар, подорвался на мине. Его жизнь удалось спасти, но он потерял ногу, ампутированную выше колена.
После войны Алдема учился в Иерусалимской музыкальной академии, после её окончания начав работать учителем музыки в молодёжной деревне Адасим, где создал хор и оркестр. С 1957 года он продолжал своё музыкальное образование в Нью-Йорке, в Маннес-колледже. Там он познакомился со своей будущей женой Вики Капелович, с которой обвенчался в 1960 году. По возвращении в Израиль Алдема начал работать на радиостанции «Коль Исраэль», где провёл следующие 30 лет жизни. Спектр его задач на «Коль Исраэль» включал написание оригинальной музыки и аранжировок для радиопередач, редакторскую, режиссёрскую и продюсерскую работу. Он также занимался организацией фестивалей ивритской песни. По инициативе директора музыкальных программ «Коль Исраэль» Ханоха Хасона были созданы хор «Ринат» и ансамбль «Хабурат Рананим», с которыми Алдема работал много лет; среди его учеников были многие ведущие израильские музыканты следующих поколений.
Гиль Алдема умер в сентябре 2014 года, оставив после себя вдову и четверых детей.

## Творчество
Уже к трём годам у Гиля Алдемы наметился выдающийся музыкальный слух. В шесть лет мальчик начал учиться игре на фортепиано, а через два года — на скрипке. Ещё в гимназии Гиль сочинял музыку для различных мероприятий и праздников. Музыку к своей первой песне, «Верх блаженства» (ивр. שיא הכיף‎ — Си ха-Кейф), он написал во время пребывания в кибуце Дафна по просьбе Хаима Файнера (позже известный израильский поэт, лауреат Премии Израиля Хаим Хефер). Позже Алдема положил на музыку стихотворение Натана Альтермана «Посиделки на Кипре» (ивр. קומזיץ בקפריסין‎ — Кумзиц ба-Каприсин).
Новое развитие песенное творчество Алдемы получило в годы работы в молодёжной деревне Адасим, где были написаны произведения, которые, согласно официальному сайту Премии Израиля, вошли в золотой фонд ивритской песни — «Колосья» (ивр. שיבולים‎), «Куда пошёл возлюбленный твой» (ивр. אנה פנה דודך‎), «Рыбацкий танец» (ивр. מחול הדייגים‎) и другие.

В годы работы на радио любимым видом творчества для Алдемы стала переработка и аранжировка забытых ивритских песен, которой он вначале занимался для хора «Ринат» по просьбе дирижёра Гари Бертини. В общей сложности им были переработаны таким образом около 500 песен. В 2000 году в свет вышел сборник хоровых аранжировок Гиля Алдемы «Музыкальный веер», где собраны десятки переработанных им песен. В предисловии к этой книге израильский музыковед Элияху ха-Коэн пишет об аранжировках Алдемы следующим образом: 
Особенно выделяет Гиля Алдему умение создать симфоническую гармонию, раздвигающую границы оригинальной мелодии и придающую песне новое измерение звукового разнообразия... Он не только обогащал музыкальную ткань новыми гармониями, но и сплетал нити утка и основы в богатый и пленительный узор.
В 2004 году творчество Гиля Алдемы было удостоено Премии Израиля в области ивритской песни.